# Praia
Praia (pronunciación en portugués: /ˈpɾajɐ/ lit. "Playa") es la capital y ciudad más poblada de la República de Cabo Verde. Se encuentra ubicado en el municipio del mismo nombre.
La ciudad está localizada en la isla de Santiago, y es la capital del municipio de su nombre. Cuenta con una población que supera los 130 000 habitantes. La ciudad contaba en 1990 con 61 644 habitantes. 
La ciudad tiene un puerto comercial, que exporta café, caña de azúcar y frutas tropicales. Posee también una importante industria pesquera.

## Historia
La ciudad de Praia surgió en 1615, cuando se formó el asentamiento sobre una planicie cercana a la playa de Santa María, que ofrecía buenas condiciones para los barcos. Inicialmente era utilizado como puerto clandestino para no tener que pagar las tasas aduaneras de la capital de la época, Ribeira Grande. La localidad fue progresivamente adquiriendo la categoría de villa según iba llegando población desde la antigua capital. Praia pasó a ser la capital del país en 1770.
A lo largo de la historia hubo varias propuestas de cambiar la capital a Mindelo durante el siglo XIX, pero las administraciones portuguesas nunca mostraron interés. A través de un decreto de 1858 se elevó el estatuto de villa a ciudad estableciéndose definitivamente como capital del país.

## Geografía física

### Localización
Se localiza en la zona sur de la isla de Santiago y limita por el norte con el municipio de São Domingos, por el oeste con el de Ribeira Grande de Santiago y con el océano Atlántico por el este y por el sur.

### Orografía
Geográficamente Praia puede ser descrito como un conjunto de planicies con sus respectivos valles circundantes, esas planicies son llamadas Achadas (Achada de Santo António, Achada de São Filipe, Achada Eugénio Lima, Achada Grande, son algunos barrios situados en esas planicies).

### Clima
Praia tiene un clima desértico (Köppen: BWh) con una estación lluviosa corta y una estación seca larga y muy pronunciada. De hecho, fuera de los meses de agosto, septiembre y octubre, en Praia caen muy pocas precipitaciones. La ciudad recibe una media de 210 milímetros de lluvia al año. Dado que el mes más frío está muy por encima de los 18 °C, sus patrones de temperatura se asemejan a un clima tropical, pero carecen de suficientes precipitaciones para ser clasificados como tales. A pesar de que tiene un clima árido, en Praia rara vez se experimentan temperaturas extremas, debido a su ubicación junto al mar en la isla de Santiago. Las temperaturas son cálidas y constantes, con una temperatura media máxima de 27 °C y una temperatura media mínima de 22 °C.
| Parámetros climáticos promedio de Praia, Cabo Verde         | Parámetros climáticos promedio de Praia, Cabo Verde | Parámetros climáticos promedio de Praia, Cabo Verde | Parámetros climáticos promedio de Praia, Cabo Verde | Parámetros climáticos promedio de Praia, Cabo Verde | Parámetros climáticos promedio de Praia, Cabo Verde | Parámetros climáticos promedio de Praia, Cabo Verde | Parámetros climáticos promedio de Praia, Cabo Verde | Parámetros climáticos promedio de Praia, Cabo Verde | Parámetros climáticos promedio de Praia, Cabo Verde | Parámetros climáticos promedio de Praia, Cabo Verde | Parámetros climáticos promedio de Praia, Cabo Verde | Parámetros climáticos promedio de Praia, Cabo Verde | Parámetros climáticos promedio de Praia, Cabo Verde |
| Mes                                                         | Ene.                                                | Feb.                                                | Mar.                                                | Abr.                                                | May.                                                | Jun.                                                | Jul.                                                | Ago.                                                | Sep.                                                | Oct.                                                | Nov.                                                | Dic.                                                | Anual                                               |
| ----------------------------------------------------------- | --------------------------------------------------- | --------------------------------------------------- | --------------------------------------------------- | --------------------------------------------------- | --------------------------------------------------- | --------------------------------------------------- | --------------------------------------------------- | --------------------------------------------------- | --------------------------------------------------- | --------------------------------------------------- | --------------------------------------------------- | --------------------------------------------------- | --------------------------------------------------- |
| Temp. máx. abs. (°C)                                        | 32.2                                                | 32.2                                                | 32.8                                                | 33.9                                                | 37.2                                                | 35                                                  | 32.8                                                | 32.8                                                | 36.1                                                | 35                                                  | 32.2                                                | 30.6                                                | 37.2                                                |
| Temp. máx. media (°C)                                       | 25                                                  | 25                                                  | 25.6                                                | 26.1                                                | 27.2                                                | 27.8                                                | 28.3                                                | 28.9                                                | 28.9                                                | 29.4                                                | 27.8                                                | 26.1                                                | 27.2                                                |
| Temp. media (°C)                                            | 22.5                                                | 22.2                                                | 22.8                                                | 23.3                                                | 24.2                                                | 24.5                                                | 26.1                                                | 26.7                                                | 27                                                  | 26.9                                                | 25.6                                                | 23.9                                                | 24.6                                                |
| Temp. mín. media (°C)                                       | 20                                                  | 19.4                                                | 20                                                  | 20.6                                                | 21.1                                                | 21.1                                                | 23.9                                                | 24.4                                                | 25                                                  | 24.4                                                | 23.3                                                | 21.7                                                | 22.1                                                |
| Temp. mín. abs. (°C)                                        | 17.2                                                | 13.3                                                | 16.7                                                | 17.2                                                | 16.1                                                | 18.9                                                | 18.9                                                | 20                                                  | 21.1                                                | 20                                                  | 20                                                  | 17.8                                                | 13.3                                                |
| Lluvias (mm)                                                | 2.5                                                 | 1.3                                                 | 1                                                   | 2.3                                                 | 0                                                   | 1                                                   | 13.2                                                | 99.3                                                | 29                                                  | 47.5                                                | 7.9                                                 | 4.6                                                 | 209.6                                               |
| Días de lluvias (≥ 0.1 mm)                                  | 1                                                   | 0                                                   | 0                                                   | 0                                                   | 0                                                   | 0                                                   | 1                                                   | 8                                                   | 7                                                   | 3                                                   | 1                                                   | 1                                                   | 22                                                  |
| Horas de sol                                                | 217                                                 | 226                                                 | 279                                                 | 300                                                 | 310                                                 | 275                                                 | 219                                                 | 188                                                 | 219                                                 | 248                                                 | 244                                                 | 215                                                 | 2920                                                |
| Fuente n.º 1: Sistema de Clasificación Bioclimática Mundial |                                                     |                                                     |                                                     |                                                     |                                                     |                                                     |                                                     |                                                     |                                                     |                                                     |                                                     |                                                     |                                                     |
| Fuente n.º 2: BBC Weather                                   |                                                     |                                                     |                                                     |                                                     |                                                     |                                                     |                                                     |                                                     |                                                     |                                                     |                                                     |                                                     |                                                     |

## Demografía
Gráfica demográfica de la ciudad de Praia:
| Gráfica de evolución demográfica de Praia entre 1980 y 2021 |
|                                                             |

## Monumentos y lugares de interés
Siendo la capital del país, la ciudad cuenta con el barrio de Platô o Plateau, situado en un promontorio a orillas del océano, donde se encuentran los edificios públicos y otras construcciones de importancia, como el Palacio Presidencial, construido a finales del siglo XIX para servir de residencia al gobernador portugués, ya que Cabo Verde era una colonia portuguesa. Cuenta aún con el Antiguo Ayuntamiento (Câmara Municipal), edificio con una fachada clásica y una torre central cuadrada. También destaca la iglesia de Nuestra Señora de Gracia (Igreja Nossa Senhora da Graça en portugués), de estilo neoclásico, el Museo Etnográfico y el Monumento de Diogo Gomes, navegante portugués y descubridor de la isla de Santiago en 1460.
A 15 kilómetros al oeste de Praia, en la costa, se encuentra la Cidade Velha (Ciudad Vieja), la que fuera primera capital de Cabo Verde. A unos 60 kilómetros al norte se encuentra la ciudad de Assomada, con su concurrido mercado y el museo de la Tabanka. Al norte de la isla de Santiago se encuentra Tarrafal con sus playas turísticas. Otras localidades cercanas son Porto Gouveia, Porto Mosquito y Santa Ana.

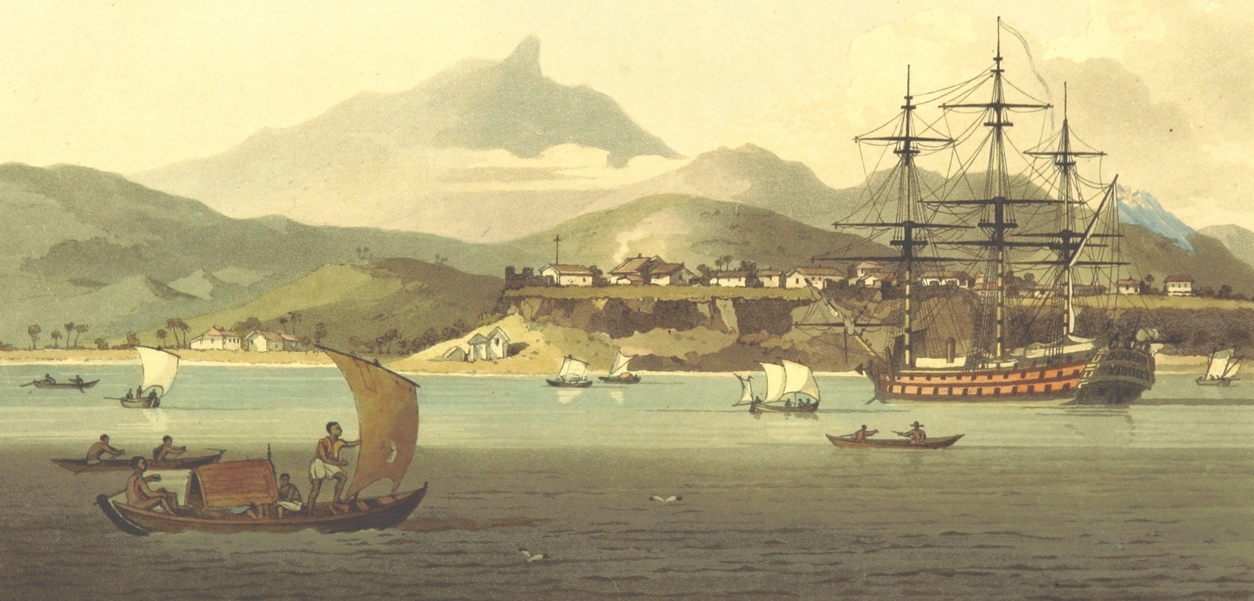
El puerto de Praia en 1806, pintura de Barrow.

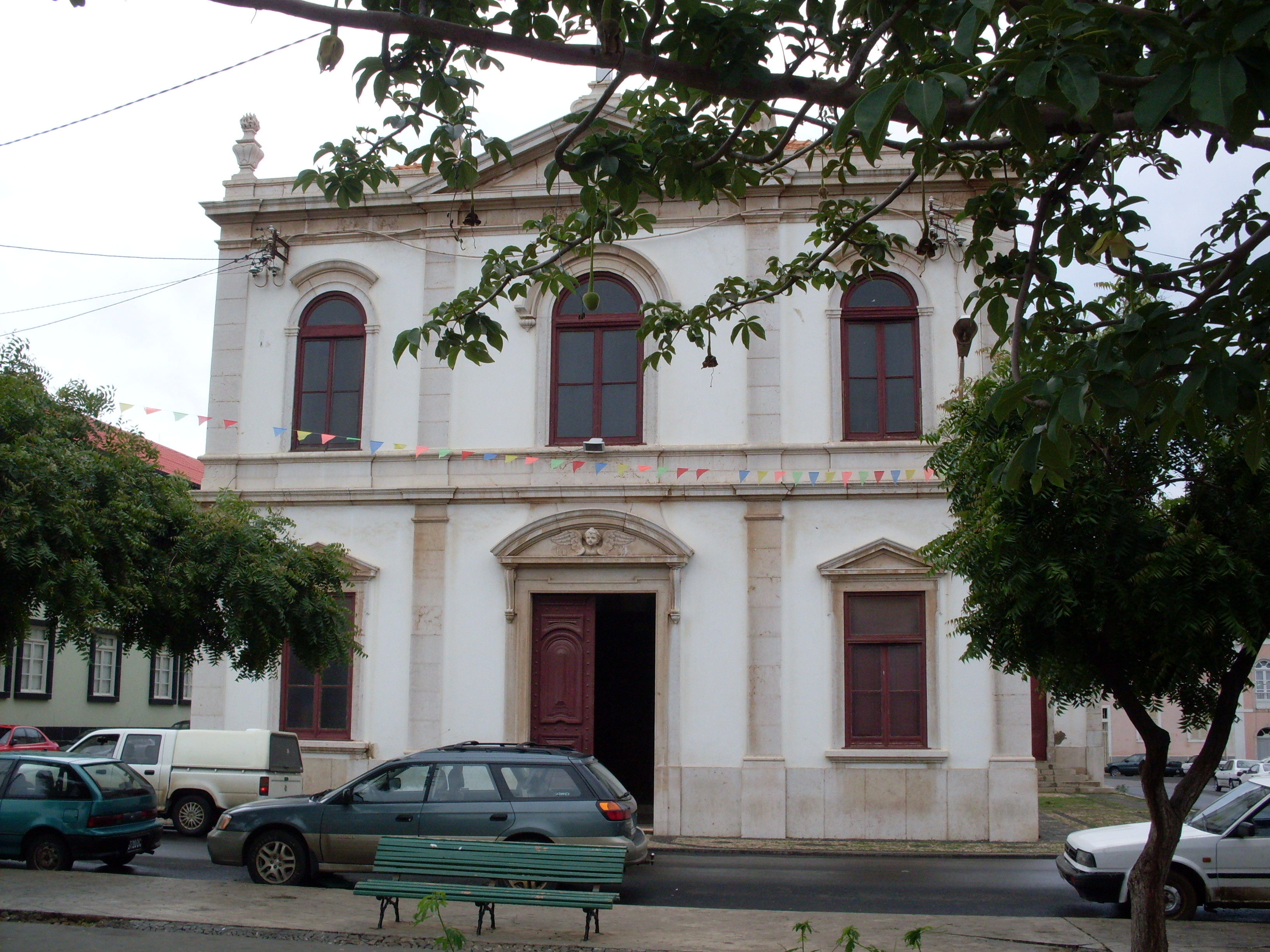
Iglesia de Nuestra Señora de Gracia (Nossa Senhora da Graça).

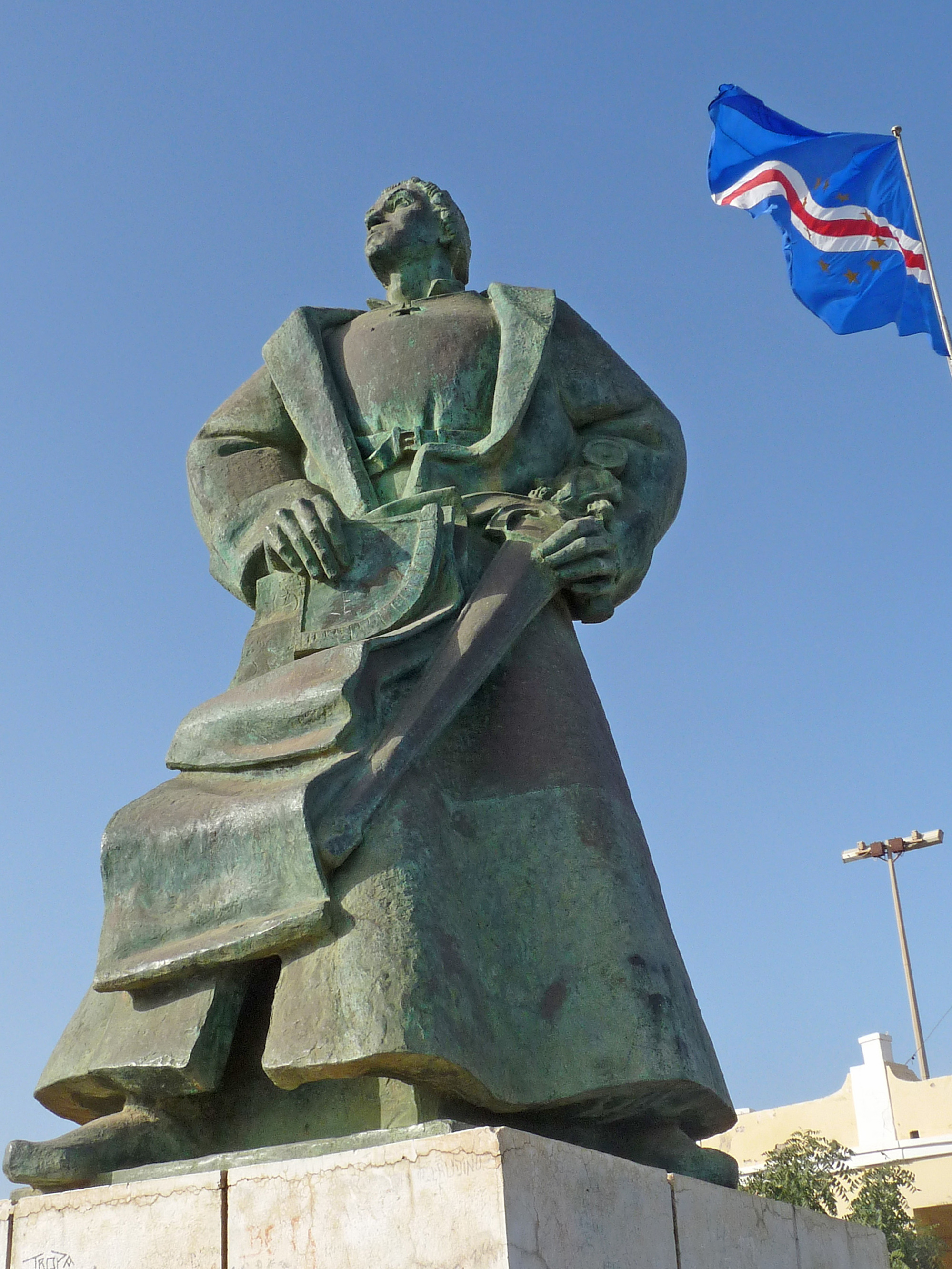
Monumento al explorador portugúes Diogo Gomes.

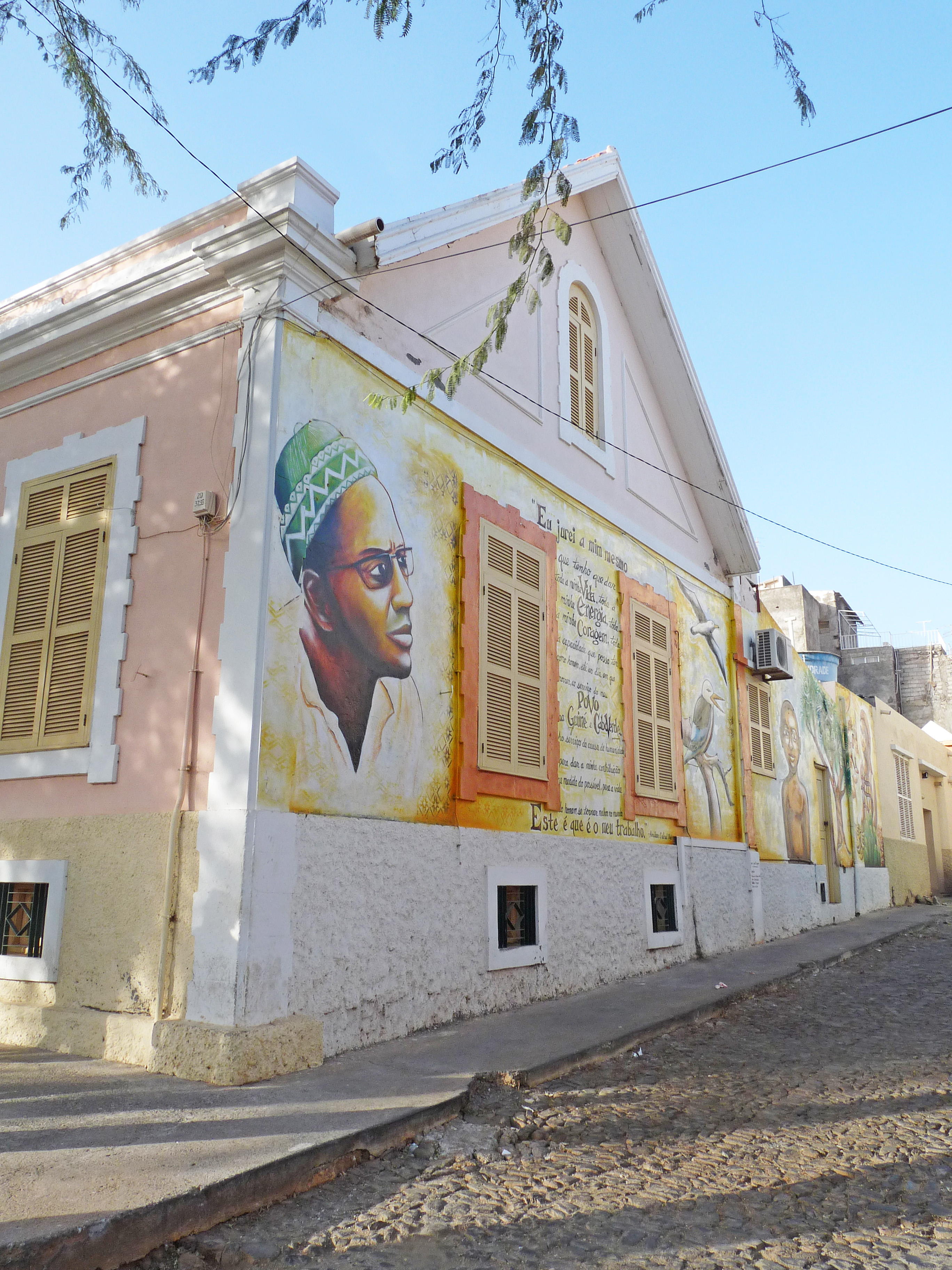
Fundación Amilcar Cabral.

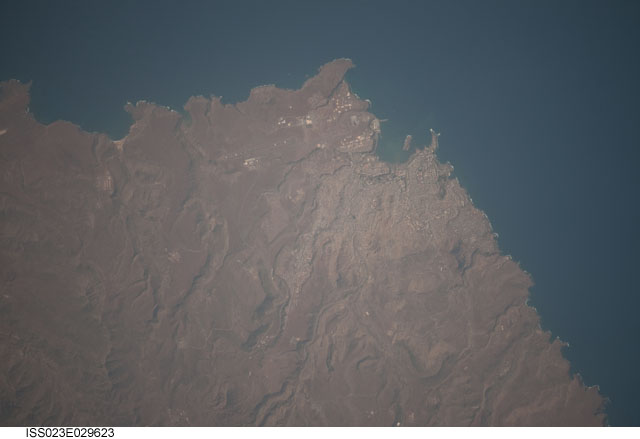
Vista desde el espacio de la costa de Praia.

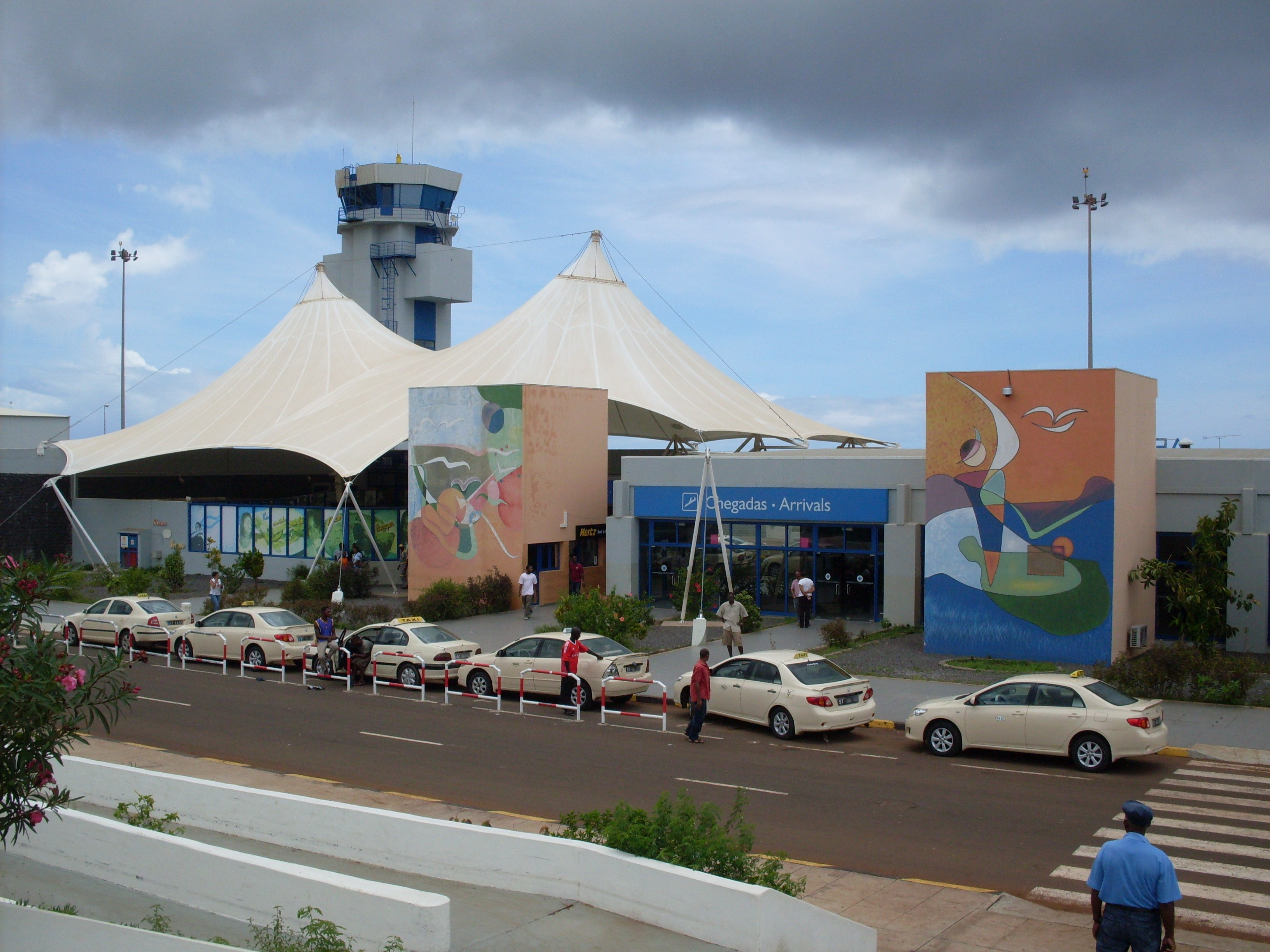
Aeropuerto Internacional de Praia.

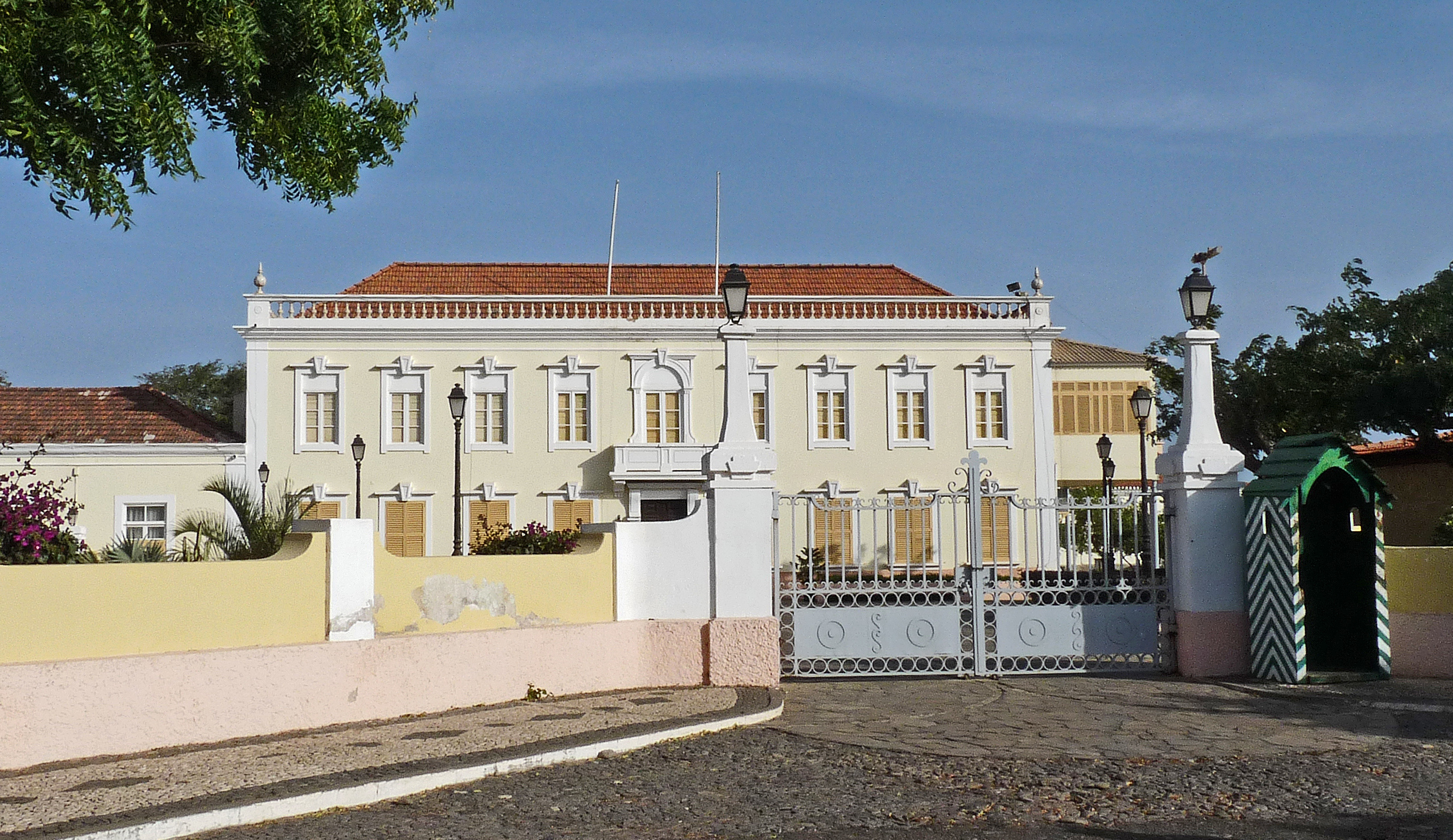
Palacio Presidencial de Cabo Verde.

## Transportes

### Conexiones

#### Transporte aéreo
Al este de la ciudad se encuentra el Aeropuerto Internacional Nelson Mandela, que une a la capital con muchas de las islas del país y también con destinos internacionales de África, América y Europa.

#### Transporte marítimo
La ciudad dispone del segundo puerto más importante del país. Fue construido en 1962, y ampliado en los años 1986 y 2014. Posee 5 muelles de atraque y un muelle para barcos de pesca con una unidad de tratamiento de pescado. Dispone de una terminal de pasajeros, y una zona de almacenamiento de contenedores.

### Transporte urbano

#### Autobuses
Existen 11 líneas de autobuses urbanos que recorren todos los barrios de la ciudad.
| Línea | Barrios                                                             | Concesionaria |
| ----- | ------------------------------------------------------------------- | ------------- |
|       | São Filipe – Plateau - Achada Santo António                         | Solatlântico  |
|       | Ponta d’Água - Plateau - Achada Santo António                       | Solatlântico  |
|       | Plateau – Aeroporto                                                 | Solatlântico  |
|       | Achada Mato – Plateau - Meio de Achada                              | Solatlântico  |
|       | Palmarejo - Plateau – Achada Grande                                 | Solatlântico  |
|       | Plateau – Porto da Praia                                            | Solatlântico  |
|       | São Filipe – Plateau - Achada Santo António                         | Solatlântico  |
|       | Palmarejo – Plateau – Eugénio Lima                                  |               |
|       | Terra Branca – Plateau – Pensamento                                 |               |
|       | São Filipe – Plateau - Achada Santo António                         |               |
|       | São Pedro – Rotunda terra Branca – Sucupira – Uni-Piaget – Cidadela |               |
|       | Gamboa – Ponte Vila Nova                                            |               |
|       | Lém-Ferreira – Rotunda Terra Branca                                 |               |

#### Taxis
Dispone aproximadamente de unos 1000 taxis que dan servicio a la ciudad

#### Otros
Para moverse a otras poblaciones es muy habitual de hacerlo en Hiace, que son furgonetas privadas. La mayoría salen de la zona de Sucupira y los que van a Cidade Velha, desde la Rotonda de Terra Branca.

## Servicios públicos

### Sanidad
La ciudad de Praia dispone de un hospital llamada Agostinho Neto, situado en el barrio de Plateau. Da servicio tanto a la ciudad como a otras localidades de la isla de Santiago. Tiene cinco centros de salud como los de los barrios de Achada de Santo Antonio, Tira Chapêu, Ponta d'Agua, Achada Grande y Achadinha.

## Organización territorial

### Barrios y lugares
La ciudad abarca los lugares y barrios de:
- Achada Eugenio Lima
- Achada Grande Frente
- Achada Grande Trás
- Achada Limpo
- Achada Mato
- Achada Palha de Se
- Achada Santo António
- Achada São Filipe
- Achadinha
- Achadinha Pires
- Agostinho Alves
- Agua Funda
- Bairro Craveiro Lopes
- Bela Vista
- Bom Coi Sul
- Caiada
- Calabaceira
- Cambudjane
- Chã de Areia Encosta Asa
- Chã de Areia Tahiti
- Chã de Poeira
- Cidadela Cova Minhoto
- Coqueiro Castelhão
- Covão Mendes
- Fazenda
- Fig de Agua
- Gonçalo Afonso
- João Bom  (Djamban)
- Lem Chamorro
- Lem Dias
- Lem Ferreira
- Matão
- Monte Gonçalo Afonso
- Monte Ilheu
- Monte Pensamento
- Monte Vaca
- Monte Vermelho
- Monteagarro
- Paiol
- Palmarejo
- Palmarejo Grande
- Palmarejo Santiago Golf Resort
- Pedregal
- Pensamento
- Pizarra
- Plato
- Ponta de Agua
- Ponta do Sol
- Portete de Cima
- Praia Negra
- Prainha
- Quebra Canela
- Ribeira São Filipe
- Ribeirinha
- Safente
- São Francisco
- São Francisco de Baixo
- São Jorginho
- São Martinho Pequeno
- São Pedro Latada
- São Tome
- Sarrado
- Simão Ribeiro
- Terra Branca
- Tira Chapeu
- Tira Chapeu Industrial
- Trindade
- Vale Palmarejo
- Várzea
- Veneza
- Vera Cruz
- Vila Nova
- Zona do Aeroporto
- Zona Enavi

### Urbanismo
- Achada Grande Frente. Barrio situado entre el puerto y el aeropuerto, dispone de una zona industrial y también zona de ocio donde se encuentran algunas discotecas.
- Achada Santo António. Barrio con su diseño de calles en forma ortogonal, en él se encuentran la mayoría de las embajadas además de la Asamblea Nacional.
- Achada São Filipe. Barrio situado en el norte de la ciudad y es la parte alta de la ciudad, se encuentra en a las afueras.
- Cidadela Cova Minhoto. El barrio más lujoso, en él se encuentran los chalets más valorados.
- Palmarejo. Barrio constituido por viviendas en bloques, en él se encuentran muchas de las oficinas de las principales empresas de la ciudad.
- Plato. Es la zona antigua de la ciudad, en él se encuentran los edificios históricos como el palacio presidencial, la cámara municipal, el palacio de justicia, numerosos ministerios, también se asienta en el barrio el mercado donde se pueden comprar todo tipo de alimentos.
- Prainha. Es la zona donde se encuentran los hoteles de la ciudad.
- Quebra Canela. Barrio situado en la playa de su mismo nombre, allí se sitúa la zona de ocio entre los que destacan varios restaurantes y el centro comercial Praia Shopping.
- Terra Branca. Barrio residencial compuesto por viviendas unifamiliares.
- Tira Chapeu. Barrio de crecimiento desordenado, donde las casas han sido construidas por los dueños de las mismas.
- Várzea. Barrio situado en la parte baja de la ciudad, en el que se encuentran los recintos deportivos del pabellón Vavá Duarte y estadio de Várzea, también dispone de los dos edificios más altos de la ciudad, el palacio de gobierno y el cementerio.

## Medios de comunicación
La ciudad cuenta con algunos medios de comunicación como Praia FM, Radio Praia, la primera emisora de radio de Cabo Verde, y RTC, la emisora de radio de Cabo Verde. También cuenta con una emisora de la televisión de Cabo Verde.

## Cultura

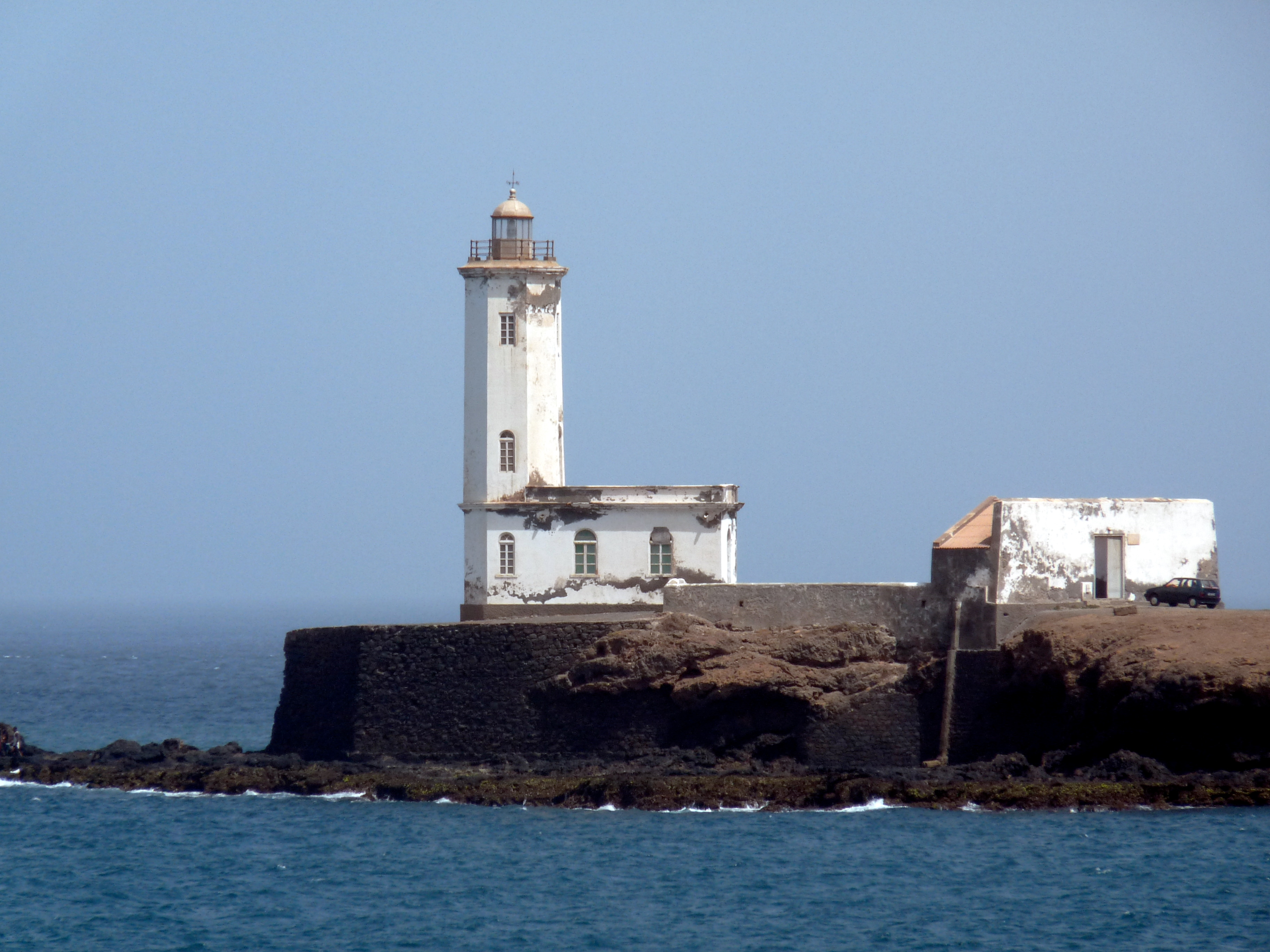
Faro de D. Maria Pia.

Existe el Museu Etnográfico, fundado en 1997. Algunos de los edificios más antiguos de Praia son el Cuartel Jaime Mota (Quartel Jaime Mota) que data de 1826. Desde 2016, el centro histórico de Praia está en la lista tentativa de Patrimonio de la Humanidad.

## Patrimonio cultural inmaterial

### Festividades
El 19 de mayo se celebra el Festival de Gamboa. El 15 de agosto es la festividad de Nuestra Señora de Graça.

## Deporte

### Instalaciones deportivas
Dispone de varios estadios de fútbol, el estadio Nacional de Cabo Verde, dónde juega sus partidos la selección de fútbol de Cabo Verde, el estadio de Várzea, en que se disputan los partidos del campeonato regional de fútbol, otros campos son el de Sucupira, Calabaceira, Achada Santo António, Ponta d'Agua, Achada Grande Frente y el complejo Deportivo Adega.
Otras instalaciones son el pabellón deportivo Vavá Duarte y el polideportivo Eugenio Lima en que se disputan entre otras modalidades partidos de baloncesto y balonmano, los campos de tenis de Várzea.

### Entidades deportivas
La ciudad de Praia es la sede de varios equipos de fútbol de Cabo Verde, entre los que destacan el Sporting Clube da Praia, Boavista, el CD Travadores y el Académica da Praia.
Entre los equipos de baloncesto, destacan el ABC Praia y el Bairro.
En balonmano masculino, está el ABC Praia, Desportivo da Praia, y en la sección femenina El ABC Praia, Seven Stars.

## Ciudades hermanadas
- Bisáu, Guinea-Bisáu[12]
- Boston, Estados Unidos[13][14]
- Covillana, Portugal[15]
- Faro, Portugal[16]
- Figueira da Foz, Portugal[17]
- Fortaleza, Brasil[18]
- Funchal, Portugal[19]
- Gondomar, Portugal[20]
- Jinan, China[21]
- Las Palmas de Gran Canaria, España[22]
- Lisboa, Portugal[23]
- Macao, China[24]
- Palmela, Portugal[25]
- Ponta Delgada, Portugal[26]
- Providence, Estados Unidos[27]
- Oeiras, Portugal[28]
- Río de Janeiro, Brasil[29]
- Tondela, Portugal[30]